# رصدخانه هوایی کایپر
رصدخانه هوایی کایپر (به انگلیسی: Kuiper Airborne Observatory) مشهور به KAO، تأسیس ۱۹۷۵ میلادی، نام یک رصدخانه متعلق به ناسا بود.
این رصدخانه بر روی یک فروند هواپیمای سی-۱۴۱ استارلیفتر سوار بود، و مجهز به یک منعکس‌کنندهٔ کاسیگرین ۹۲ سانتیمتری بود که برای رصد آسمان در طیف ۱ تا ۵۰۰ میکرومتر طراحی گردیده بود.
قابلیت پرواز این رصدخانه در ارتفاع ۱۴ کیلومتری به هر نقطه از زمین این مزیت را داشت که از لایهٔ رطوبتی جو زمین فراتر رفته و امواج مادون قرمز از فضا را دریافت کند.
این رصدخانه در ۱۹۹۵ بازنشسته گردید و اکنون توسط تلسکوپ سوفیا جایگزین گردیده است.